# Hibana similaris
Hibana similaris là một loài nhện trong họ Anyphaenidae.
Loài này thuộc chi Hibana. Hibana similaris được Richard C. Banks miêu tả năm 1929.